# لشکر ۷ میروت
لشکر ۷ میروت (انگلیسی: 7th) لشکر پیاده‌نظام ارتش هند بریتانیا و تحت امر ارتش بنگال بود، که در سال ۱۸۲۹ تأسیس شد و در سال ۱۹۲۰ منحل گردید.